# Q-Ball
Q-Ball (født Harry Dean Junior 8. oktober 1974 i Limerick, Pennsylvania) er en amerikansk sanger og dj i bandet The Bloodhound Gang hvor han både spiller keyboard, turntable og er anden vokal, desuden er han også en del af hip-hopgruppen Federal Moguls sammen med Troy Walsh